# Ионосфера

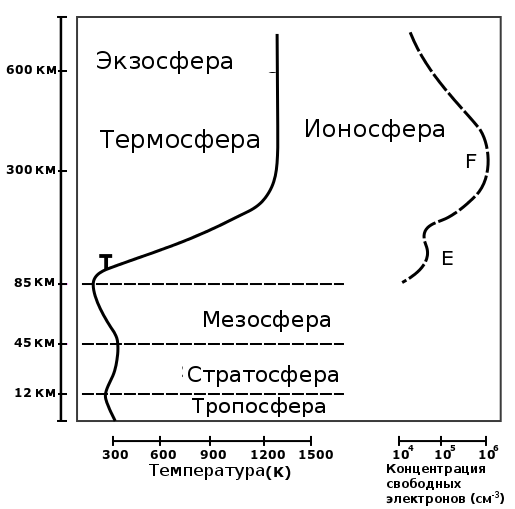
Зависимость температуры газа и концентрации свободных электронов от высоты.

Строение атмосферы

Ионосфе́ра, в общем значении — верхняя область атмосферы планеты c высокой концентрацией свободных ионов и электронов, ионизированная ультрафиолетовым и рентгеновским облучением, а также космическими лучами. Ионы и электроны ионосферы находятся под действием гравитационного и магнитного полей.  У планеты Земля это верхняя часть атмосферы, состоящая из мезосферы, мезопаузы и термосферы, ионизированная главным образом излучением Солнца.
Ионосфера Земли (здесь и далее речь будет идти об ионосфере нашей планеты) состоит из смеси газа нейтральных атомов и молекул (в основном азота N и кислорода О) и квазинейтральной плазмы, в которой число отрицательно заряженных частиц примерно равно числу положительно заряженных. Степень ионизации становится существенной уже на высоте 60 километров.

## Структура ионосферы

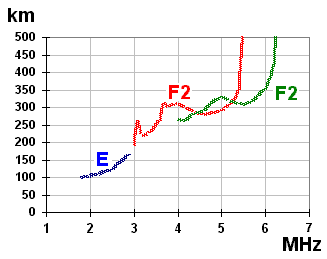
Ионограмма — зависимость плотности плазмы (измеряемой по критической частоте) от высоты над землёй

В начале 1920-х годов советский учёный М. В. Шулейкин установил, что в ионосфере должно быть по крайней мере два локальных максимума электронной концентрации: один на высоте порядка 100 км, а другой примерно на высоте 200 км. Анализируя результаты измерений напряжённости поля дальних радиостанций в различных пунктах земной поверхности, он пришёл также к выводу о существовании в ионосфере неоднородностей, имеющих форму облаков. В результате отражения радиоволн от таких облачных образований к антенне приёмного устройства могут прийти два и более лучей, при сложении которых возможно либо усиление, либо ослабление (замирание) принимаемого сигнала. Итогом работы М. В. Шулейкина была разработка основы современной теории преломления радиоволн в ионосфере. Его работы о влиянии ионосферы на распространение радиоволн нашли дальнейшее развитие в последующих исследованиях Л. А. Жекулина, В. Л. Гинзбурга и ряда других отечественных учёных. В зависимости от распределения по высоте концентрации заряженных частиц N ионосферу разделяют на области D, E и F (который в летнее дневное, а иногда в возмущённое время подвергается бифуркации на два слоя F1 и F2).

### Область D
В области D (60—90 км) концентрация заряженных частиц составляет Nmax~ 10²—10³ см−3 — это область слабой ионизации. Основной вклад в ионизацию этой области вносит рентгеновское излучение Солнца. Также небольшую роль играют дополнительные слабые источники ионизации: метеориты, сгорающие на высотах 60—100 км, космические лучи, а также энергичные частицы магнитосферы (заносимые в этот слой во время магнитных бурь).
Слой D также характеризуется резким снижением степени ионизации в ночное время суток.
В D-слое наиболее полно исследован состав кластерных ионов и протекающие с их участием процессы.

### Область E
Область E (90—120 км) характеризуется плотностями плазмы до Nmax~ 105 см−3. Она делится на регулярный слой E и нерегулярный, спорадический. В регулярном слое E наблюдается рост концентрации электронов в дневное время, поскольку основным источником ионизации является солнечное коротковолновое излучение, к тому же рекомбинация ионов в этом слое идёт очень быстро и ночью плотность ионов может упасть до 10³ см−3. Этому процессу противодействует диффузия зарядов из области F, находящейся выше, где концентрация ионов относительно велика, и ночные источники ионизации (геокоронное излучение Солнца, метеоры, космические лучи и др.).
На высотах 100—120 км практически всегда наблюдается слой ES, очень тонкий (0,5—1 км), но плотный, получивший название спорадический. Особенностью этого подслоя является отражение радиоволн зондирования, соответствующее необычно высокой для области E концентрации электронов (ne ≥ 105 см−3), которые оказывают значительное влияние на распространение средних и даже коротких радиоволн, отражающихся от этой области ионосферы.
Слой E, в силу относительно высокой концентрации свободных носителей заряда, играет важную роль в распространении средних и коротких волн. Слой E иногда называют «слой Кеннелли — Хевисайда».

### Область F
Областью F называют теперь всю ионосферу выше 130—140 км. Максимум ионообразования достигается на высотах 150—200 км. Однако вследствие диффузии и относительно долгой длительности жизни ионов образовавшаяся плазма распространяется вверх и вниз от области максимума. Из-за этого максимальная концентрация электронов и ионов в области F находится на высотах 250—400 км.
В дневное время также наблюдается образование «ступеньки» в распределении электронной концентрации, вызванной мощным солнечным ультрафиолетовым излучением. Область этой ступеньки называют областью F1 (150—200 км). Она заметно влияет на распространение коротких радиоволн.
Выше лежащую часть области F называют слоем F2. Здесь плотность заряженных частиц достигает своего максимума — N ~ 105—106 см−3.
На больших высотах преобладают более лёгкие ионы кислорода (до высот 400—1000 км), а ещё выше — ионы водорода (протоны) и в небольших количествах — атомы гелия.
Особенностью области F является то, что она отражает радиоволны в диапазоне коротких (декаметровых) волн на частотах от нескольких до 10 мегагерц, что делает возможным передачу таких радиосигналов на значительные расстояния.
Несмотря на то, что ионный состав области F зависит от солнечной активности, его способность отражать электромагнитные волны с частотой < 10 МГц, стабильна.
За открытие слоя F английскому физику Эдварду Виктору Эплтону в 1947 году была присуждена Нобелевская премия по физике.

## Моделирование ионосферы
Модель ионосферы представляет собой распределение значений характеристик ионосферной плазмы в виде функции
- географического положения,
- высоты,
- дня года,
- а также солнечной и геомагнитной активности.

Для задач геофизики, состояние ионосферной плазмы может быть описано четырьмя основными параметрами:
- концентрацией электронов;
- электронной температурой;
- ионной температурой;
- ионным составом (в силу наличия нескольких типов ионов).

Распространение радиоволн, например, зависит исключительно от распределения электронной концентрации.
Обычно модель ионосферы является компьютерной программой. Она может быть основана на физических законах, определяющих распределение характеристик плазмы в пространстве (учитывающих взаимодействие ионов и электронов с солнечным излучением, нейтральной атмосферой и магнитным полем Земли). Также, она может представлять собой статистическое усреднение большого количества экспериментальной информации. Одной из наиболее часто используемых моделей является модель international reference ionosphere (IRI), построенная на статистической обработке большого количества измерений и способная рассчитывать четыре основных характеристики ионосферы, указанные выше. Проект по созданию и усовершенствованию модели IRI является международным и спонсируется такими организациями, как COSPAR и URSI. Основными источниками данных для модели IRI являются:
- глобальная сеть ионозондов;
- мощные радары некогерентного рассеяния (находятся на Джикамарке, Арэсибо, Майлстоун Хилл, Малверн и Сан-Сантине);
- спутниковые зонды, такие как  ISIS[англ.], Alouette, Космос-381 «Ионосферная станция», Интеркосмос-19 «Ионозонд-ИК», Космос-1809 «Ионозонд».
- измерения параметров ионосферы со спутников и ракет.

Модель IRI обновляется ежегодно, с появлением новых экспериментальных данных. Эта модель также была в 2009 году принята Международной организацией по стандартизации (ISO) за международный стандарт TS16457.
Одним из эффективных методов моделирования ионосферы, является так называемая техника ассимиляции данных. Суть этой методики состоит в корректировке физической модели ионосферы с помощью оперативно получаемых экспериментальных данных. Обычная модель ионосферы, основанная на физике исследуемых процессов, не может охватить всего диапазона факторов, влияющих на состояние плазмы. Это связано с тем, что некоторые необходимые для этого величины сложно измерить экспериментально (скорости ветра на высотах термосферы, прохождение сквозь атмосферу космических лучей и др.). Кроме того, даже влияние хорошо изученных факторов, таких, например, как солнечная активность, трудно предсказать.
В связи с этим, модель, способная обеспечить высокую точность описания распределения характеристик плазмы, должна в режиме реального времени усваивать экспериментальную информацию о состоянии ионосферы. Данные, которые могут быть использованы в такого рода подходе, должны быть доступны и актуальны и, кроме всего прочего, оперативно обновляемы. Одним из важнейших источников данных, отвечающих такого рода требованиям, является сеть наземных приёмников сигнала спутниковых систем навигации GPS и ГЛОНАСС. По данным о распространении спутникового навигационного сигнала можно приблизительно вычислить полное содержание электронов вдоль его траектории. Эти данные доступны и обновляются в нескольких архивах, таких, как, например, архив SOPAC. На данный момент в мире существует несколько моделей ассимиляционного типа. Среди них — разработанная при финансировании Министерства обороны США модель GAIM. В России разработки в данном направлении ведутся в ФГУБ «Центральная Аэрологическая Обсерватория».

## История исследования
В 1901 году Гульельмо Маркони объявил, что принял трансатлантический телеграфный радиосигнал с помощью 152-метровой антенны в городе Сент-Джонс на острове Ньюфаундленд (сейчас является территорией Канады); передающая станция находилась в Корнуолле, Англия. Реальность такого приёма с имеющимся на тот момент оборудованием впоследствии была опровергнута, но заявление Маркони могло послужить толчком к последующим теоретическим исследованиям. Достоверными фактами считаются трансатлантические радиопередачи с аппаратурой Маркони, осуществлённые в 1902 году.
Английский физик Оливер Хевисайд в 1902 году предположил наличие ионизированного слоя в атмосфере. Его теория включала в себя возможность распространения радиосигнала вокруг Земли, несмотря на её кривизну. Независимо от Хевисайда эксперименты по дальнему приёму коротких волн через Атлантику между Европой и Америкой проводил американский инженер-электрик Артур Кеннели. Они предположили, что где-то вокруг Земли существует ионизированный слой атмосферы, способный отражать радиоволны. Его назвали слоем Хевисайда — Кеннели, а затем — ионосферой. Возможно, именно предположения Хевисайда и Кеннели вкупе с законом излучения абсолютно чёрного тела, выведенного Максом Планком, способствовали бурному развитию радиоастрономии с 1932 года (а также послужило отправной точкой при создании высокочастотных систем типа приёмник — передатчик).
В 1926 году шотландский физик Роберт Уотсон-Ватт ввёл термин ионосфера в письме, опубликованном только в 1969 году в журнале Nature:

В последнее время термины для описания слоев атмосферы, такие как ‘стратосфера’ и ‘тропосфера’ все прочнее входят в лексикон научного сообщества ... Термин ‘ионосфера’, относящийся к области атмосферы с высокой ионизацией и большими длинами свободных пробегов заряженных частиц, кажется, хорошо подходит в этот ряд.
В 1947 году Эдвард В. Эплтон был удостоен Нобелевской премии по физике за подтверждение существования ионосферы в 1927 году с формулировкой «За исследования физики верхних слоёв атмосферы, в особенности за открытие так называемого слоя Эплтона»
Ллойд Беркнер был первым, кто впервые измерил высоту и плотность ионосферы, что несомненно поспособствовало разработке теории распространения коротких радиоволн. Морис Уилкс и Джон Рэтклифф исследовали распространение очень длинных радиоволн в ионосфере. Виталий Гинзбург разработал теорию распространения электромагнитных волн в плазме в частности в ионосфере.
В 1962 году был запущен канадский спутник Alouette-1 для изучения ионосферы выше главного максимума. После его успеха также для измерения и исследования ионосферы были отправлены Alouette-2 в 1965 году и два спутника ISIS в 1969 и 1971 годах.
2019: Ionospheric Connection Explorer (ICON), запущен 11 октября 2019 при помощи РН «Пегас».